# Govaert Kok
Govaert Christiaan Kok (Amersfoort, 15 oktober 1935 – Rotterdam, 10 maart 2021) was een Nederlands jurist en historisch publicist.

## Biografie
Kok was een zoon van de Rotterdamse vrouwenarts Petrus Christianus (Pieter Christiaan) Kok (1906-1998), op zijn beurt zoon van een leraar aan het gymnasium te Leiden, en Anna Engelbertha van den Bergh (1911-1997). Hij studeerde na het behalen van het diploma aan het Erasmiaans Gymnasium vanaf 1954 rechten aan de Universiteit Leiden. Hij behaalde zijn doctoraal Nederlands recht in 1959 en het doctoraal notarieel recht in 1961. Hij promoveerde daar in 1971 op Het Nederlandse notariaat. Vanaf 1962 werkte hij bij (rechtsvoorgangers van) het Rotterdamse advocaten- en notarissenkantoor van NautaDutilh, vanaf 1971 als notaris. In 1976 werd hij raadsheer bij het Gerechtshof Den Haag, was vanaf 1985 daar vicepresident en van 1996 tot 2001 was hij er president; tussen 1989 en 1996 was hij president van het hof in Den Bosch, daarna keerde hij als president terug naar het Haagse gerechtshof om daar in 2001 zijn functie te verruilen voor die van raadsheer bij dat hof, hetgeen hij tot zijn pensionering in 2005 bleef.
Kok bekleedde tal van nevenfuncties op bestuurlijk gebied bij kerkelijke, culturele en andere maatschappelijke instellingen.
Na zijn terugtreden bij het Haagse gerechtshof schreef hij de geschiedenis van dit hof. Even later volgde nog de geschiedenis van het Bossche hof en al even later gevolgd door de beschrijving van Rotterdamse juristen. Voorts bleef hij publiceren over met name Rotterdamse geschiedenis, tot in 2020.
Bij de lintjesregen van 1993 werd hij benoemd tot ridder in de Orde van de Nederlandse Leeuw. Hij was tevens officier in de Orde van Oranje-Nassau en begiftigd met de Paul Nijghpenning en de Wolfert van Borselenpenning van de gemeente Rotterdam.

### Privé
Kok was getrouwd met de Deense Grete Frimer Larsen (1938-2017) met wie hij verscheidene kinderen kreeg. Hijzelf overleed enkele jaren na zijn echtgenote in 2021 op 85-jarige leeftijd.